# 세계화의 비판
세계화의 비판(世界化- 批判, 영어: criticisms of globalization)은 세계화에 요구되는 이익의 회의주의이다. 이러한 많은 관점들은 반세계화 운동에 의해 뒷받침된다. 그러나 다른 집단들은 또한 세계화에 대해 비판적이다. 정치 과학자이자 저자인 Claus Leggewie는 비평가들을 여섯 개의 집단으로 구분하는데 좌파, 급진좌파, 학문좌파, 산업세계로부터의 개혁자, 종교적 기반을 가진 비평가, 그리고 우파 반대파이다.

## 성장에의 제한사항
지역 선물(先物)(이전 생태학과 문화에 대한 국제사회)의 설립자 Helena Norberg-Hodge는 세계화가 그것이 영향을 미치는 경제에 대해 효과적이지 않다고, 그것이 항상 그것으로 기대되는 경제적 성장을 만들진 않는다고 주장해왔다.
세계화는 아프리카에서 사회로부터의 소외나 타인의 배제와 나란히 일어나는 특정 집단의 세계적 통합 때문에 ‘불균등한 과정’으로 서술되어 왔다. 이것으로 인해 일어나는 긴장감은 나이저 델타 갈등(conflict in the Niger Delta)의 원인이 된다.

## 초국가 기업의 힘
세계화는 초국가적인 기업들의 발생에 연료를 공급해 왔고, 그 힘은 기업들이 많은 국가를 필적할 수 있는 정도까지 도약했다. 그들의 운명이 기업들이 위치한 국가와 뒤얽혀있기 때문에 세계에서 가장 큰 100개의 경제에서, 그들의 42개가 기업들이었다. 이러한 초국가적 기업들의 대다수는 현재 많은 국가를 지배한다. 핀란드에 기반을 두자면, 노키아(Nokia상표이름)는 증권 시장 가치의 거의 2/3를 대표하며, 국가 세금 수익의 큰 몫을 제공한다. 이러한 힘이 있다면, 회사의 운영진들은 핀란드의 정책에 전례 없는 영향을 미쳤다.
또한, 초국가적인 기업이 제 3세계에 관한 막대한 영향을 주었고, 근로자 봉급과 노동자 착취현장의 근무환경의 증가에 더 큰 압박을 야기했지만, 이는 크게 나타나지는 않았다.
이러한 기업들이 운영하는 크기에 대해 말하자면 매우 크고, 기업들이 만드는 문제는 선출된 정치인들이 다루기 어렵다.

## 초국가 기업들로부터 생긴 손해
나이지리아에서 공기오염, 수질오염, 소음공해, 토지황폐화, 침식을 포함한 환경문제의 악화가 세계화의 결과로서 초국가적인 석유 산업의 존재에 기여된다.

## 전염병들
주요 기사: 세계화와 질병
사스와 에볼라, 지카바이러스(SARS, Ebola and Zika virus)와 같은 전염병은 증가한 세계무역과 관광 때문에 세계를 가로질러 다닌다.

## 침습성의 생물체
침습성의 생물체의 확산이 세계화에 의해 가속화해진다.

## 점점 커지는 불평등
영국 은행의 장 Mark Carney는 사회의 결과의 불평등의 증가의 요소로서 세계화를 뽑았다.

## 언어 손실
언어 소멸의 가속화는 세계화에 기반을 두고 있으며, 이것이 계속될 것으로 예상된다.

## 편견
런던 대학교 경제학 교수 Conor Gearty는 세계화로 인해 발발된 운동의 세계적 자유는 사회적으로 편견에 대한 시야를 더 넓히고 있다고 제안해왔다.

## 같이 보기
- 자본주의에 대한 비판
- 디즈니화
- 내셔널리즘
- 신세계질서 (음모론)
- 신세계질서 (정치학)

## 참고 문헌
- "Strength in Numbers for Globalization's Critics".
- Norberg-Hodge, Helena (1992). Ancient futures: learning from Ladakh (Sierra Club Books pbk. ed.). San Francisco: Sierra Club Books. ISBN 0871566435.
- "Globalization and Restructuring of African Commodity Flows" (PDF). Nordic Africa Institute. Retrieved 20 January 2015.
- "Corporations - Fortune Magazine". Retrieved 3 March 2013.[dead link]
- Steger, Manfred (2009). "Globalization: A Very Short Introduction". Oxford University Press.
- "Globalisation and its critics". The Economist. 29 September 2001. Retrieved 4 March 2013.
- to: a b "How do we go about saving democracy?". BBC News Online. Retrieved 20 January 2015.
- "Volume 7 No. 3 July 2011" (PDF). Global South, Sephis e-Magazine. Retrieved 20 January 2015.
- to: a b Nikiforuk, Andrew (2007). Pandemonium: how globalization and trade are putting the world at risk. Brisbane: University of Queensland Press. ISBN 0-7022-3618-7.
- "Carney urges bankers to adopt 'high ethical standards'". BBC News Online. Retrieved 27 May 2014.
- Cronin, Michael (2003). Translation and globalization. New York: Routledge. ISBN 0-415-27065-0.